# Türkiye Komünist Partisi (1920)
Die Kommunistische Partei der Türkei (türkisch Türkiye Komünist Partisi TKP) war eine 1920 entstandene kommunistische Partei in der Türkei.

## Geschichte

### Vorgeschichte
Verschiedene Organisationen und Gruppen können als Vorläufer der TKP angesehen werden: Zum einen die „Sozialistische Arbeiter- und Bauernpartei“ (Türkiye İşçi ve Çiftçi Sosyalist Fırkası), gegründet in Istanbul am 22. September 1919 von Şefik Hüsnü, dann eine Gruppe türkischer Kriegsgefangener in der Sowjetunion, die unter Mustafa Suphi im April/Mai 1920 eine „Rote Armee“ aufbauten, und schließlich der von ehemaligen Kriegsgefangenen in Anatolien unter der Führung von Şerif Manatov und 14 Abgeordneten gegründete „Verein einer grünen Armee“. In Ankara wurde am 14. Juli 1920 eine illegale Kommunistische Partei der Türkei gegründet, die Praxis lag jedoch in den Händen von Guerillaführern wie Çerkez Ethem. Als legale Partei nahm sie den Namen „Partei der Volksherrschaft“ (tr: Halk İştirkiyun Fırkası) an. Die verschiedenen Strömungen wurden durch Mustafa Suphi zusammengebracht.

### Gründung

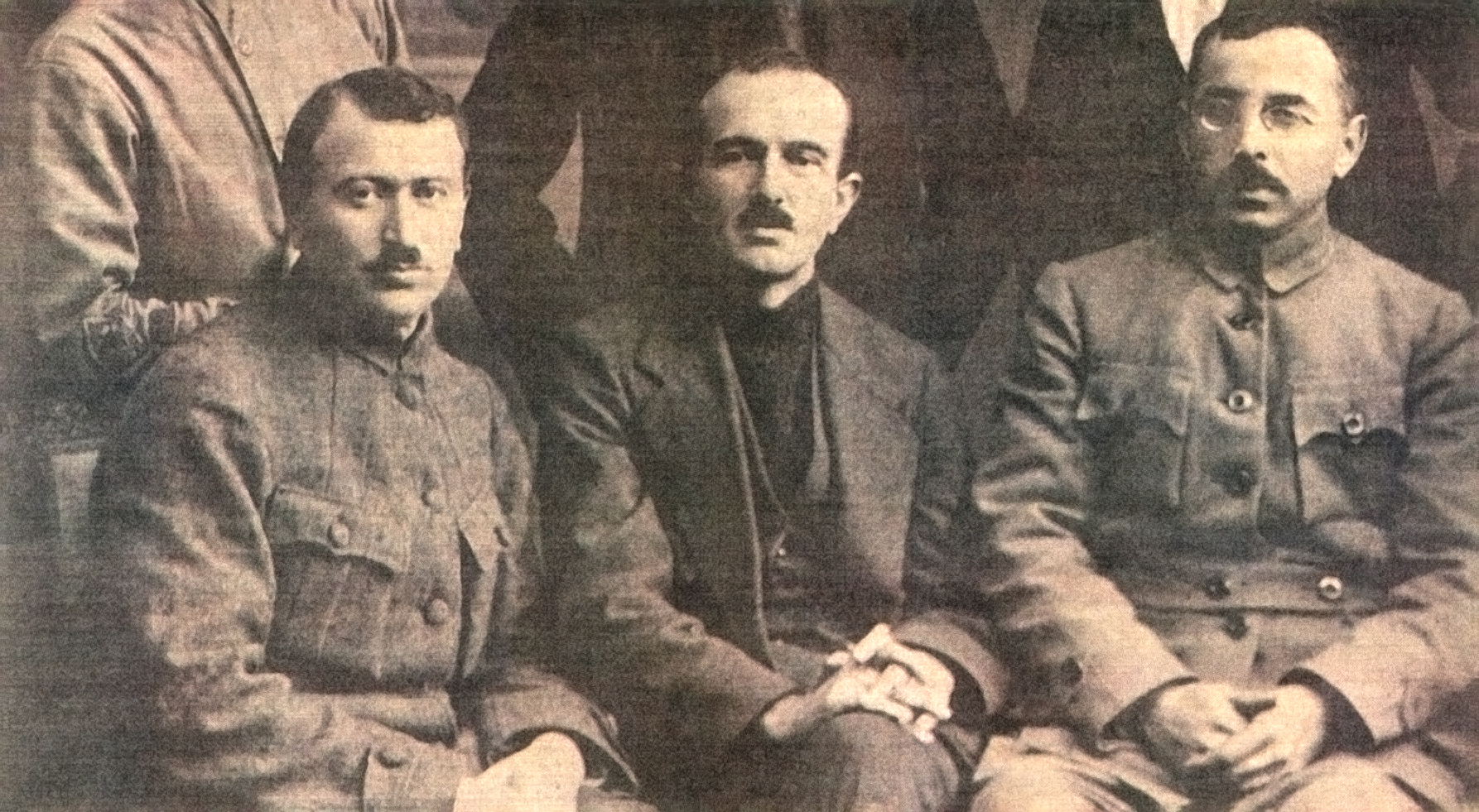
Parteigründer Mustafa Suphi (rechts) und Generalsekretär Ethem Nejat (Mitte)

Der Grundstein der TKP wurde mit dem ersten Parteitag in Baku am 10. September 1920 gelegt, auf diesem wurden Mustafa Suphi zum Vorsitzenden und Ethem Nejat zum Generalsekretär gewählt. Der Parteitag beschloss, die Parteizentrale in Anatolien anzusiedeln und sich am Türkischen Befreiungskrieg zu beteiligen. Auf dem Weg in die Türkei wurden Suphi und das gesamte 15-köpfige Zentralkomitee am 29. Januar 1921 in Trabzon von Kemalisten umgebracht. Dennoch wurde ein Gründungsmitglied der TKP, Tevfik Rüştü Bey, später Außenminister.

### 1920er Jahre
Im August 1922 fand der zweite Parteitag statt. Die Partei schwankte zwischen Reformen und Revolution. Der kurdisch-islamische Scheich-Said-Aufstand im Jahre 1925 und das „Gesetz zur Sicherung der öffentlichen Ruhe“ (Takrir-i Sükûn Kanunu) gab der Inönü-Regierung den Vorwand, alle demokratischen Rechte von politischen und gewerkschaftlichen Organisationen aufzuheben. Die im Parlament verabschiedeten Gesetze zur „Unterdrückung reaktionärer Elemente“ wurden auch auf die Linke angewandt. Schließlich musste auch die TKP in die Illegalität gehen. Die Partei wurde verboten und mehr als 200 Mitglieder und Funktionäre verhaftet. Im Januar 1925 fand der 3. Kongress in Istanbul statt. Şefik Hüsnü wurde der Generalsekretär. 1925, 1927 und 1929 kam es zu Massenverhaftungen von Parteimitgliedern.

### Nach dem Zweiten Weltkrieg
1946 gründete Şefik Hüsnü eine legale Partei mit dem Namen „Sozialistische Arbeiter- und Bauernpartei der Türkei“ (Türkiye Sosyalist Emekçi ve Köylü Partisi). Gleichzeitig gründete Esat Adil Müstecaplioglu die „Sozialistische Partei der Türkei“ (Türkiye Sosyalist Partisi). Beide Parteien wurden im Dezember 1946 verboten und 43 Funktionäre wurden inhaftiert.
Als Folge des Kalten Kriegs kam es 1951 und 1952 erneut zu Massenverhaftungen, in der Türkei bekannt als 1951 komünist tevkifatı. Mehr als 184 Personen wurden angeklagt, 131 von ihnen wurden zu Haftstrafen verurteilt. Ein Teil der von den Verhaftungen verschonten Mitglieder der TKP organisierte die Vaterlandspartei (Vatan-Partisi). 1957 wurden viele Mitglieder und Anhänger dieser Partei verhaftet.
Die Türkische Verfassung von 1961 ermöglichte die Gründung von legalen sozialistischen Parteien. Daraufhin gründeten Gewerkschaftsmitglieder im Februar 1961 die „Türkische Arbeiterpartei“ (Türkiye İşçi Partisi, TIP). Diese rang mit der „Sozialistischen Arbeiterpartei der Türkei“ (Türkiye Sosyalist İşçi Partisi, TSİP) um das Erbe der TKP. Eine Vereinigung beider Parteien scheiterte an der Frage des Generalsekretärs.
Ende der 1960er Jahre standen in der türkischen Linken zwei unterschiedliche Ausrichtungen gegenüber: eine parlamentarische, vertreten durch die TİP, und die proletarisch-revolutionäre, vertreten durch die MDD-Bewegung (National-Demokratische Revolution) von alten TKP-Mitgliedern. 1967 begannen einige alte Kader der TKP, die Wochenzeitung Türk Solu (Türkische Linke) herauszugeben, die sich als die Stimme aller nationalen und demokratischen Kräfte in der Türkei verstand.

### 1970er und 80er-Jahre
In den 1970er-Jahren gelang es der TKP, mehr Einfluss unter der Linken der Türkei zu erreichen. Sie intensivierte ihre Tätigkeiten auf der gewerkschaftlichen Ebene beträchtlich und gewann vor allem innerhalb der Konföderation der Revolutionären Arbeitergewerkschaften der Türkei (Türkiye Devrimci İşçi Sendikaları Konfederasyonu) stark an Einfluss. Sie dürfte vor dem Militärputsch 1980 etwa 70 % der innerhalb des Dachverbandes zusammengeschlossenen Gewerkschaften kontrolliert haben.
Die İGD (İlerici Gençler Derneği – Progressiver Jugendverein) und die İKD (İlerici Kadiınlar Derneği – Progressiver Frauenverein) waren zwei wichtige legale Vereinigungen, welche es der TKP ermöglichten, Jugendliche und Frauen auf einer legalen Plattform für die TKP zu organisieren. Nach dem Militärputsch in der Türkei 1980 wurden Anfang des Jahres 1981 Hunderte von Mitgliedern in allen Teilen der Türkei festgenommen und die meisten von ihnen schwer gefoltert. Am 30. November 1981 wurden 205 von ihnen am Militärgericht in Ankara angeklagt. Bis 1985 stieg die Zahl der Angeklagten auf 288. Mit Urteil vom 29. März 1985 wurden 208 von ihnen zu Haftstrafen von bis zu 17 Jahren verurteilt. Im Oktober 1987 bestätigte der Militärische Kassationshof 104 der Urteile. Für 75 von ihnen bestand die Gefahr der erneuten Inhaftierung zur Verbüßung der Reststrafen von bis zu 49 Monaten.
Im Jahr 1987 vereinigte sich die TKP mit der TİP, mit dem Ziel, in der Türkei eine legale kommunistische Partei aufzubauen. Zu diesem Zweck wurde am 7. Oktober 1987 in Brüssel die „Vereinigte Kommunistische“ Partei (Türkiye Birleşik Komünist Partisi, TBKP) als Fusion der TKP und der TİP gegründet.

## Weitere Entwicklung
Der ehemalige Generalsekretär der TİP, Nihat Sargın, wurde Präsident und der ehemalige Generalsekretär der TKP, Nabi Yağcı (in der Partei als Haydar Kutlu bekannt), Generalsekretär der neugegründeten TBKP. Im November 1987 kehrten Sargın und Kutlu aus ihrem Exil in die Türkei zurück und wurden verhaftet. Sie wurden am 4. Mai 1990 aus der Haft entlassen, nachdem sie mit einem Hungerstreik vom 6.–25. April 1990 die Regierung unter Turgut Özal dazu gebracht hatten, die Artikel 141 und 142 des Türkischen Strafgesetzbuches, die die Grundlage ihrer Inhaftierung bildeten, zu revidieren. Nachdem die TBKP im Jahre 1990 vom Verfassungsgericht verboten wurde, gründete Kutlu die SBP (Sosyalist Birlik Partisi – Sozialistische Einheitspartei) als Folgepartei der TBKP. Im Jahre 1993 wurde auch diese Partei verboten.

## Parteiführung
| Zeitraum      | Name               | Bezeichnung     |
| ------------- | ------------------ | --------------- |
| 1920 bis 1921 | Mustafa Suphi      | Vorsitzender    |
| 1920 bis 1921 | Ethem Nejat        | Generalsekretär |
| 1922 bis 1925 | Salih Hacıoğlu     | Generalsekretär |
| 1925 bis 1926 | Şefik Hüsnü Deymer | Generalsekretär |
| 1926 bis 1927 | Vedat Nedim Tör    | Generalsekretär |
| …             |                    |                 |
| 1929 bis 1946 | Reşat Fuat Baraner | Generalsekretär |
| 1946 bis 1959 | Şefik Hüsnü Deymer | Generalsekretär |
| …             |                    |                 |
| 1962 bis 1973 | Zeki Baştımar      | Erster Sekretär |
| 1973 bis 1983 | İsmail Bilen       | Generalsekretär |
| 1983          | İsmail Bilen       | Vorsitzender    |
| 1983 bis 1987 | Nabi Yağcı         | Generalsekretär |

## Bekannte Mitglieder
Der türkische Dichter und Dramatiker Nâzım Hikmet (1902–1963) und der armenischstämmige Kinderbuchautor Vartan İhmalyan waren Mitglieder der Kommunistischen Partei der Türkei (TKP).